# ダニエル・パナベイカー
ダニエル・ニコール・パナベイカー（Danielle Nicole Panabaker、1987年9月19日 - ）は、アメリカ合衆国の女優。
若い層の視聴者・観客には、ディズニー・チャンネル・オリジナル・ムービーの『アイドル追っかけ大作戦!』（2004年）や『私の日記はベストセラー』（2006年、妹ケイ・パナベイカーと共演）の出演者として親しまれている。
出世作は、CBS系列の法律ドラマ『SHARK カリスマ敏腕検察官』（2006年 - 2008年、ジェームズ・ウッズ主演）。また、『13日の金曜日』（2009年）、『クレイジーズ』（2010年）、『ザ・ウォード/監禁病棟』（2010年、ジョン・カーペンター監督）、『ピラニア リターンズ』（2012年）といったホラー映画に出演していることから絶叫クイーンとも呼ばれる。
その他の出演映画には『スカイ・ハイ』（2005年）、『Mr.ブルックス 完璧なる殺人鬼』（2007年）などがある。

## 来歴

### 初期
ジョージア州オーガスタで生まれた。父はハロルド・ジェローム・パナベイカー、母はドナ・マリー・メイヨック。妹のケイ・パナベイカーも女優である。幼少時、一時的にテキサス州オレンジ（ケイの生誕地）に住んでいたことがある。
サマーキャンプの演劇授業で演技の楽しさに目覚め、12歳でコミュニティ劇場で演技を開始。やがてコマーシャルのオーディションを受けるようになった。イリノイ州ネイパービルに引っ越した後、Crone中学校（en:Crone Middle School）、Neuqua Valley高校（en:Neuqua Valley High School）に通い、スピーチ・チームに参加。14歳で卒業生総代（en:Valedictorian）として高校を卒業した。
その後、女優業を本格的に目指し、演技の仕事を定期的に確保するため、カリフォルニア州ロサンゼルスに引っ越した。グレンデール・コミュニティ・カレッジで演劇を勉強し、2005年に短期大学士を得て全米優等生名簿（en:Dean's List）に名を連ねた。そして、2007年にUCLAを卒業して学士を得た（専攻は英語学）。

### 女優業
数本のCMに登場した後、『マルコム in the Middle』、『LAW & ORDER:性犯罪特捜班』、『ミディアム 霊能者アリソン・デュボア』、『Summerland』、ディズニー・チャンネル・オリジナル・ムービーの『アイドル追っかけ大作戦!』などのテレビ作品に出演。Lifetime局の『Sex and the Single Mom』と『Mom at Sixteen』、およびHBO局のミニシリーズ『追憶の街 エンパイア・フォールズ』にも出演した。特に、『堕ちた弁護士 -ニック・フォーリン-』では若手アーティスト賞（en:Young Artist Award）を受賞した。
また、『ウエスト・サイド物語』『PIPPIN』『Once Upon A Time』『Beauty Lou and the Country Beast』でミュージカルの舞台にも立った。
2005年、『スカイ・ハイ』と『ヘレンとフランクと18人の子供たち』の2本の全米公開映画に出演。
2007年、『Home of the Giants』にハーレイ・ジョエル・オスメント、ライアン・メリマンとともに主演。また、『Mr.ブルックス 完璧なる殺人鬼』ではケビン・コスナー演じる主人公の娘役を演じた。
ディズニー・チャンネルのオリジナル・ムービー『私の日記はベストセラー』では、妹ケイ演じる”ジェイミー”が自分に基づいて創作した”イズ”というキャラクターを演じた。
CBS系列のテレビドラマ『SHARK カリスマ敏腕検察官』（2006年 - 2008年）では、主人公スターク弁護士（通称”シャーク”）の娘ジュリー・スターク役でレギュラー出演した。エピソードによっては1つか2つのシーンでしか登場せず、全く登場しないエピソードも3本あるが、出演クレジットとしては主演ジェームズ・ウッズに次ぐ2番目の扱いである。
『13日の金曜日』（2009年版リメイク）では、ジャレッド・パダレッキとともに主要キャラクターの1人（ジェナ）を演じた。
2010年、『クレイジーズ』と『ザ・ウォード/監禁病棟』に出演。

## 受賞・評価
- 2004年 - 『堕ちた弁護士 -ニック・フォーリン-』で、ゲスト女優部門の最優秀若手アーティスト賞（Young Artist Award）を受賞。
- 2005年 - 『Searching for David's Heart』で、テレビ向け映画・ミニシリーズ部門の最優秀若手アーティスト賞を受賞。
- 2010年 - 『マクシム』誌の「ホット100」特集で第83位。

## フィルモグラフィー

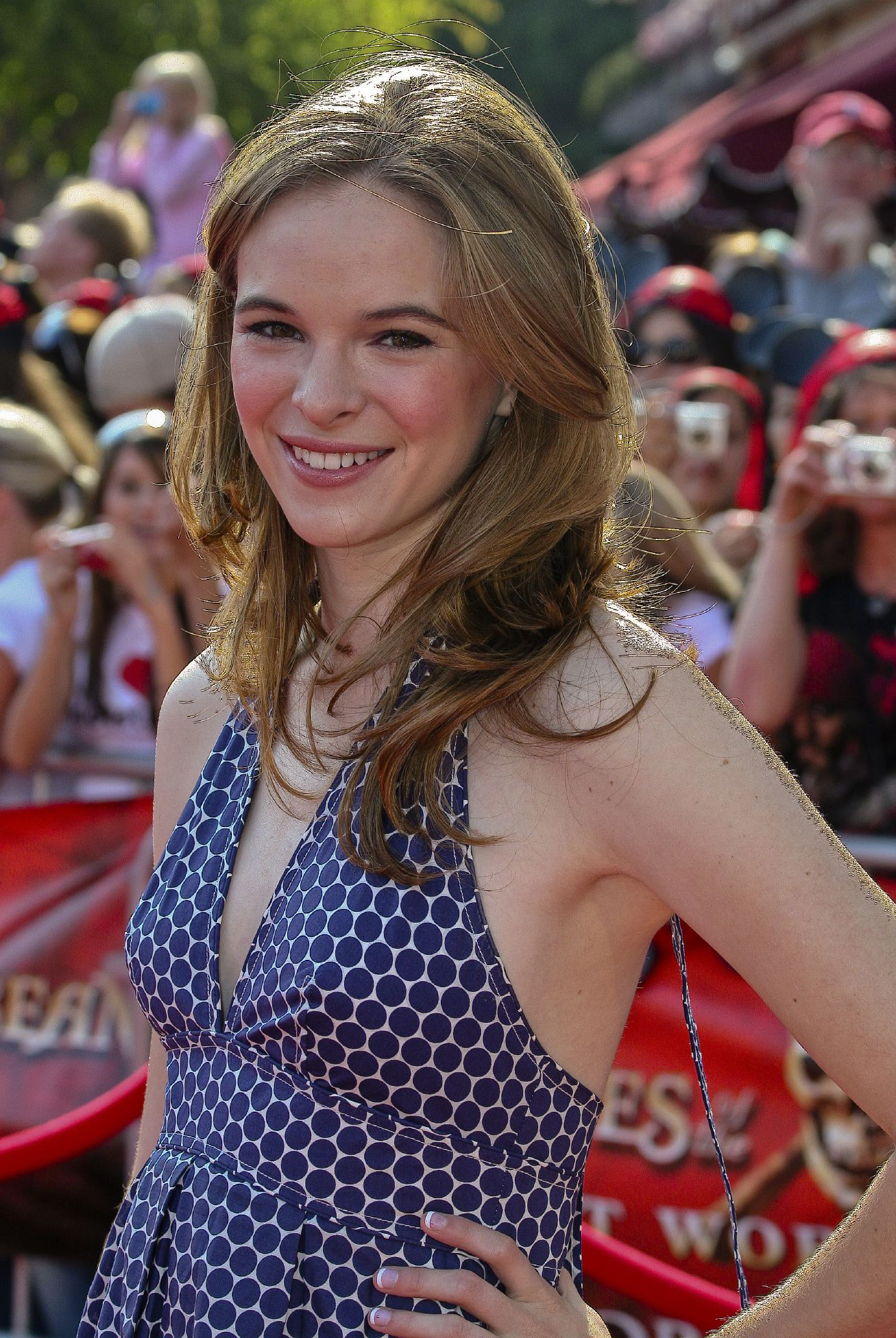
2007年

### 映画
| 年   | 邦題/原題                                             | 役名                 | 備考 |
| ---- | ----------------------------------------------------- | -------------------- | ---- |
| 2005 | スカイ・ハイ Sky High                                 | レイラ・ウイリアムズ |      |
| 2005 | ヘレンとフランクと18人の子供たち Yours, Mine and Ours | フィービー・ノース   |      |
| 2007 | Mr.ブルックス 完璧なる殺人鬼 Mr. Brooks               | ジェーン・ブルックス |      |
| 2009 | 13日の金曜日 Friday the 13th                          | ジェナ               |      |
| 2010 | クレイジーズ The Crazies                              | ベッカ               |      |
| 2010 | ザ・ウォード/監禁病棟 The Ward                        | サラ                 |      |
| 2012 | バッド・ガール Girls Against Boys                     | シェイ               |      |
| 2012 | ピラニア リターンズ Piranha 3DD                       | マディ               |      |
| 2014 | タイムシャッフル Time Lapse                           | キャリー             |      |

### テレビ
| 年          | 邦題/原題                                                  | 役名                         | 備考                        |
| ----------- | ---------------------------------------------------------- | ---------------------------- | --------------------------- |
| 2003        | マルコム in the Middle Malcolm in the Middle               | キャシー・マクカルスキー     | 1エピソード                 |
| 2003        | CSI:科学捜査班 CSI: Crime Scene Investigation              | 少女                         | 1エピソード                 |
| 2003        | 堕ちた弁護士 -ニック・フォーリン- The Guardian             | サマンサ・グレイ             | 1エピソード                 |
| 2003        | 5人の女刑事たち ザ・ディヴィジョン The Division            | メリッサ・リングストン       | 1エピソード                 |
| 2005        | LAW & ORDER:性犯罪特捜班 Law & Order: Special Victims Unit | キャリー・リン・エルドリッジ | 1エピソード                 |
| 2006 - 2008 | SHARK カリスマ敏腕検察官 Shark                             | ジュリー・スターク           | メインキャスト 38エピソード |
| 2008        | 弁護士イーライのふしぎな日常 Eli Stone                     | ゲニー・クラーク             | 1エピソード                 |
| 2009        | グレイズ・アナトミー 恋の解剖学 Grey's Anatomy             | ケルシー・シモンズ           | 1エピソード                 |
| 2010        | ミディアム 霊能者アリソン・デュボア Medium                 | サマー・ローリー             | 1エピソード                 |
| 2010        | ファミリー・ガイ Family Guy                                | ヒラリー                     | 声の出演 1エピソード        |
| 2010        | LAW & ORDER:LA Law & Order: LA                             | チェルシー・セネット         | 1エピソード                 |
| 2010        | CHASE/逃亡者を追え! Chase                                  | カリーナ・マシューズ         | 1エピソード                 |
| 2011        | メンフィス・ビート 〜南部警察 人情派〜 Memphis Beat        | シスター・キャサリン         | 1エピソード                 |
| 2011 - 2013 | ダニーのサクセス・セラピー Necessary Roughness             | ジュリエット・ピットマン     | 5エピソード                 |
| 2012        | GRIMM/グリム Grimm                                         | アリエル・エヴァーハート     | 1エピソード                 |
| 2012, 2014  | リーガル・バディーズ フランクリン&バッシュ Franklin & Bash | ボニー・アッペル             | 2エピソード                 |
| 2012, 2013  | BONES Bones                                                | オリヴィア・スパーリング     | 2エピソード                 |
| 2013        | マッドメン Mad Men                                         | デイジー・マククラスキー     | 1エピソード                 |
| 2013        | ザ・グレイズ ～フロリダ殺人事件簿 The Glades               | ホリー・ハーパー             | 1エピソード                 |
| 2014 - 2015 | ARROW/アロー Arrow                                         | ケイトリン・スノー           | 3エピソード                 |
| 2014 -      | THE FLASH/フラッシュ The Flash                             | ケイトリン・スノー           | メインキャスト              |